# Dichotomius mundus
Dichotomius mundus là một loài bọ cánh cứng trong họ Bọ hung (Scarabaeidae).